# Salut (Armenia)
Salut – wieś w Armenii, w prowincji Szirak. W 2011 roku liczyła 91 mieszkańców.